# Вендель, Линда
Ли́нда Ве́ндель (дат. Linda Wendel; 9 июля 1955) — датский поэт, кинорежиссёр и сценаристка.

## Биография
В 1980 году опубликовала сборник «Стихи диско». В 1984 году окончила Датскую киношколу (дат. Den Danske Filmskole). Для Линды характерна жестокая, почти мужская, манера изложения. В своих картинах обращается к проблематике современной семьи.

## Избранная фильмография
- 1984 — По прямой линии / I lige linie
- 1986 — Бульвар Баллеруп / Ballerup Boulevard
- 1988 —  / Da Lotte blev usynlig (ТВ)
- 1989 — Счастье — это чудесная фишка / Lykken er en underlig fisk
- 1993 — Виктор и Виктория / Viktor og Viktoria
- 1995 —  / Sofies Have
- 1998 —  / Mimi og madammerne
- 1999 —  / Naja fra Narjana (ТВ)
- 2003 — Малыш / Baby
- 2006 —  / Han, hun og Strindberg
- 2008 — Один кадр / One shot (участник конкурсной программы «Перспективы» 30-го Московского международного кинофестиваля)
- 2011 — Юлия / Julie (по пьесе Стриндберга «Фрёкен Юлия»)
- 2012 —  / Niels Skousen - 40 år i dansk rock (о собственном муже)
- 2015 —  / Født til Filmen - Portræt af Stine Bierlich
- 2017 —  / Hjemme i Verden (д/ф)